# 珊内ぬくもり温泉
珊内ぬくもり温泉（さんないぬくもりおんせん）は、北海道古宇郡神恵内村にある温泉。

## 泉質
- ナトリウムー塩化物・硫酸塩冷鉱泉（低張性中性冷鉱泉）
  - 泉温　17.7℃
- 源泉温度が低いため、加温している。

## 温泉地
珊内地区に、村営の日帰り入浴施設「珊内ぬくもり温泉」が存在する。設備は男女別の内風呂と休憩所のみ。日本海を眺めながら、入浴できる。

## 歴史
平成8年（1996年）、開業。

## アクセス
バス： JR函館本線小樽駅から北海道中央バス「高速いわない号」で約90分、岩内ターミナルで岩宇地域海岸線「しおかぜライン」に乗り換えて約60分、「珊内」バス停下車。
車：札樽自動車道小樽ICから国道5号、国道229号、道道998号経由。車で1時間50分。